# Liz May Brice

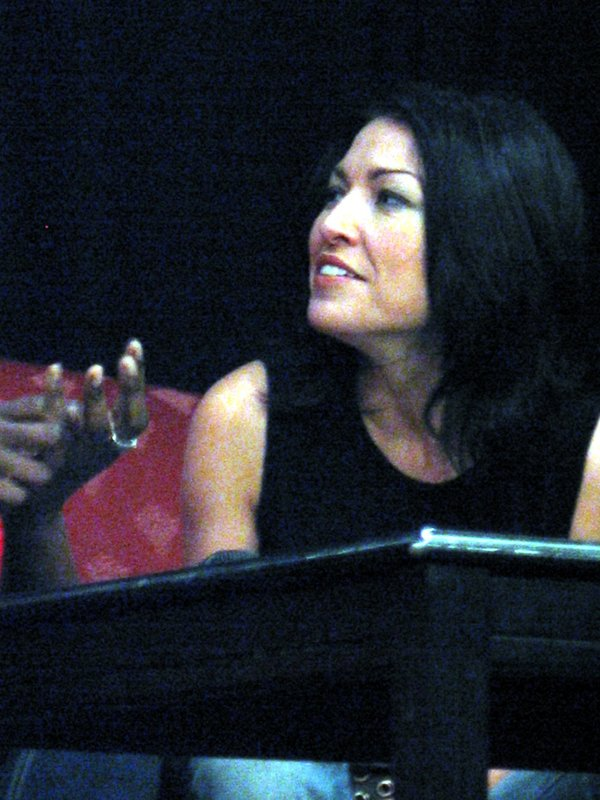
Liz May Brice (2007)

Elizabeth „Liz“ May Brice (* 8. Juli 1975 im Vereinigten Königreich) ist eine britische Schauspielerin.

## Leben und Karriere
Brice begann ihre Karriere 1985 als Kinderdarstellerin an der Seite von Helen Mirren und Kenneth Branagh in dem britischen Fernsehdrama Spuren der Liebe. Im Jahr darauf spielte sie neben Diana Rigg und Tim Curry in der Fernsehkomödie The Worst Witch. Sie schloss ihr Studium an der University of Cambridge mit dem Master in Anglistik ab und trat bis zum Ende der 1990er Jahre nur selten als Schauspielerin in Erscheinung. Nach zwei britischen Fernsehproduktionen erhielt sie kleinere Nebenrollen in den US-amerikanischen Spielfilmproduktionen Die Festung II: Die Rückkehr, Resident Evil und Alien vs. Predator sowie in der Miniserie Das zehnte Königreich. Von 2005 bis 2006 spielte sie in der britischen Fernsehserie Bad Girls die wiederkehrende Rolle der Pat Kerrigan, eine weitere wiederkehrende Rolle hatte sie von 2003 bis 2008 als Karen Lacy in der Serie The Bill. In der dritten Staffel der Serie Torchwood spielte sie als Agent Johnson die Gegenspielerin des Torchwood-Teams.

## Filmografie (Auswahl)
- 1986: The Worst Witch (Fernsehfilm)
- 1988: Spuren der Liebe (Coming Through, Fernsehfilm)
- 1988: News at Twelve (Fernsehserie, 6 Episoden)
- 2000: Die Festung II: Die Rückkehr (Fortress 2: Re-Entry)
- 2000: Das zehnte Königreich (The 10th Kingdom, TV-Miniserie, 3 Episoden)
- 2000: Holby City (Fernsehserie, eine Episode)
- 2001: The Last Minute
- 2002: Resident Evil
- 2003–2008: The Bill (Fernsehserie, 7 Episoden)
- 2004: Alien vs. Predator
- 2004–2005: Hustle – Unehrlich währt am längsten (Hustle, Fernsehserie, 2 Episoden)
- 2005–2006: Bad Girls (Fernsehserie, 19 Episoden)
- 2005–2020: Casualty (Fernsehserie, 8 Episoden)
- 2007: Geheimnis um Rom (Roman Mysteries, Fernsehserie, 4 Episoden)
- 2007: The Whistleblowers (Fernsehserie, eine Episode)
- 2008: The Color of Magic – Die Reise des Zauberers (The Colour of Magic)
- 2008: Dead Set (Fernsehserie, 5 Episoden)
- 2009: Torchwood (Fernsehserie, 5 Episoden)
- 2012: Hard Boiled Sweets
- 2013: EastEnders (Fernsehserie, 4 Episoden)
- 2016: Monochrome
- 2016: Drifters (Fernsehserie, eine Episode)
- 2017: Doctors (Fernsehserie, 2 Episoden)
- 2018: Bad Move (Fernsehserie, eine Episode)
- 2019: Amaryllis
- 2019: Sanditon (Fernsehserie, eine Episode)